# Hakea florida
Hakea florida är en tvåhjärtbladig växtart som beskrevs av Robert Brown. Hakea florida ingår i släktet Hakea och familjen Proteaceae. Inga underarter finns listade i Catalogue of Life.